# Ilia Plavev
Ilia Plavev (Илија Плавев en macedoni) (Veles, actualment a Macedònia del Nord, 1867 - Belgrad, 1940) va ser un dels primers socialistes de Macedònia. Va ser marit de Rosa Plaveva, socialista i una de les primeres lluitadores pels drets de la dona a Macedònia del Nord.

## Biografia
De jove va treballar i estudiar a Tessalònica i posteriorment a Sofia, on es va unir al Grup de socialistes macedonis. El 1902 va tornar a Veles i es va convertir en un dels principals activistes del moviment obrer local. El 1905 es va traslladar amb la seua família a Skopje i va passar a formar part de la direcció del grup socialdemòcrata. Després de la Revolució dels Joves Turcs va participar en les vagues i va gestionar la vaga que els treballadors del sector del calçat van organitzar a Skopje. Va ser membre del Partit Federal Popular.
Després de la Primera Guerra Mundial va treballar en la reconstrucció del partit i es va convertir en el seu tresorer. Va ser vicepresident del Comitè Regional del Partit Comunista de Iugoslàvia per a Macedònia. Va ser perseguit pel govern i empresonat en diverses ocasions. Es va veure obligat a abandonar Skopje i es va traslladar a Belgrad, on va morir el 1940.